# Krigsåret 1750

## Pågående krig
- Andra karamatiska kriget (1749-1754)[1]
  - Frankrike på ena sidan.
  - Storbritannien på andra sidan.